# Platyeutidium lepidum
Platyeutidium lepidum är en skalbaggsart som först beskrevs av Lewis 1904.  Platyeutidium lepidum ingår i släktet Platyeutidium och familjen stumpbaggar. Inga underarter finns listade i Catalogue of Life.